# Keplerita
La keplerita és un mineral de la classe dels fosfats que pertany al grup de la merrillita. Rep el nom en honor de Johannes Kepler, un destacat naturalista alemany, per les seves contribucions a l'astronomia i la cristal·lografia. Va construir nous telescopis refractaris i és conegut sobretot per les seves lleis del moviment planetari, descrivint les òrbites com a el·lipses per primera vegada.

## Característiques
La keplerita és un fosfat de fórmula química Ca9(Ca0.5◻0.5)Mg(PO₄)₇. Va ser aprovada com a espècie vàlida per l'Associació Mineralògica Internacional l'any 2020, sent publicada per primera vegada el 2021. Cristal·litza en el sistema trigonal.
L'exemplar que va servir per a determinar l'espècie, el que es coneix com a material tipus, es troba conservat a les col·leccions del museu mineralògic de la Universitat Estatal de Sant Petersburg (Rússia), amb el número de catàleg: mm74/2-1.

## Formació i jaciments
Va ser descoberta al meteorit Marjalahti, recollit a la localitat de Viipuri, dins la regió de Ladoga (República de Carèlia, Rússia). També ha estat descrita a la conca de l'Hatrurim, a Israel, i al meteorit Angra dos Reis, trobat a Ilha Grande (Rio de Janeiro, Brasil). Aquests tres indrets són els únics de tot el planeta on ha estat descrita aquesta espècie mineral.